# Mangseong-myeon
Mangseong-myeon (koreanska: 망성면) är en socken i kommunen Iksan i provinsen Norra Jeolla i den centrala delen av Sydkorea, 160 km söder om huvudstaden Seoul.